# Kaleo
Kaleo é uma banda islandesa de rock formada na cidade de Mosfellsbær em 2012. O grupo consiste de JJ Julius Son (ou Jökull Júlíusson, vocais e guitarra), David Antonsson (percussão e vocais), Daniel Kristjansson (baixo) e Rubin Pollock (guitarra e vocais). Eles já lançaram dois discos, Kaleo (2013) e A/B (2016), além de um EP, Glasshouse (2013). O álbum A/B é o mais bem sucedido da banda até então, com mais de 175 000 cópias comercializadas pelo mundo. Um dos singles deste trabalho, a canção "Way Down We Go", vendeu mais de 500 mil unidades e downloads nos Estados Unidos e chegou na primeira posição nas paradas Alternative Songs da revista Billboard em 20 de agosto de 2016.
O grupo já se apresentou em vários late night shows da televisão americana, incluindo Conan, Jimmy Kimmel Live! e Late Night with Seth Meyers. Suas canções também foram tocadas em várias séries de TV, como Orange is the New Black, Blindspot, Suits, Vinyl, Grey's Anatomy, Empire, The Leftovers, Frequency, Supergirl, Riverdale e Frontier. A música "Way Down We Go" também ganhou notoriedade quando foi usada no trailer do filme Logan.

## Discografia

### Álbuns de estúdio
- A/B (2016)
- Surface Sounds (2021)
- MIXED EMOTIONS (2025)